# Anton Pointecker
Anton Pointecker (* 16. April 1938 in Wildenau (Gemeinde Aspach) im Innviertel, Oberösterreich; † 7. Juli 2008 in Ulm) war ein österreichischer Schauspieler.

## Leben
Anton Pointecker absolvierte eine Schauspielausbildung am Anton Bruckner-Konservatorium in Linz. Nach einigen Auftritten am Salzburger Landestheater gehörte er den Theaterensembles von Ulm und Nürnberg an. Er gastierte bei den Salzburger Festspielen, wo er unter der Regie von Otto Schenk, Johannes Schaaf und Rudolf Noelte auf der Bühne stand. Neben Verpflichtungen am Münchner Volkstheater und am Theater in der Josefstadt war er an der Komödie am Bayerischen Hof in München engagiert. 
Größere Bekanntheit errang Anton Pointecker als Fernsehschauspieler. Er wirkte in zahlreichen Krimireihen mit (u. a. Tatort, Der Bulle von Tölz) und war in vielen Unterhaltungsserien und Fernsehfilmen zu sehen. Auch Fernsehdramen (u. a. der 2001 entstandene Film über die Lebensgeschichte von Vera Brühne) gehörten zu seinem Repertoire. In den letzten Jahren sah man ihn häufig in Mundartrollen und Fernsehproduktionen mit bayerischem Flair. Pointecker gehörte auch zur Besetzung der BR-Heimat-Serie Dahoam is Dahoam, die das Bayerische Fernsehen seit Oktober 2007 an vier Tagen in der Woche, im Vorabendprogramm als so genannte „Daily Soap“ ausstrahlt; er drehte 180 Folgen ab. Er galt auch als begabter Nestroy-Darsteller.
Anton Pointecker starb an den Folgen einer Krebserkrankung. Er wurde in seiner Heimatgemeinde Aspach beerdigt.

## Filmografie (Auswahl)
- 1968: Oberinspektor Marek – An einem einzigen Tag
- 1987: Der Talisman
- 1990: Verkehrsgericht – Folge 25
- 1991: Lindenstraße – Ursache und Wirkung
- 1991: Go Trabi Go
- 1991: Tatort –  Der Fall Schimanski
- 1992: Tatort – Tod eines Wachmanns
- 1993: Die Leute von Sankt Benedikt (13 Episoden)
- 1993: Grüß Gott, Genosse (TV)
- 1993: Der Fahnder – Eine Landpartie
- 1997: Der Bulle von Tölz: Bauernhochzeit
- 1997: Forsthaus Falkenau – Väter und Töchter
- 1997: Der Bulle von Tölz: Waidmanns Zank
- 1997: Weihnachten mit Willy Wuff – Mama braucht einen Millionär
- 1997: Verkehrsgericht – Folge 52
- 1998–1999: Schlosshotel Orth (5 Episoden)
- 1999: Figaro läßt sich scheiden
- 1999: Forsthaus Falkenau – Tierische Sorgen
- 2000: Polt muss weinen
- 2000: Julia – Eine ungewöhnliche Frau – Der Wendlinger
- 2001: Vera Brühne
- 2001: Tatort – Nichts mehr im Griff
- 2002: Tatort – Elvis lebt!
- 2002: Forsthaus Falkenau – Heimische Hölzer
- 2002: Franz und Anna
- 2003: Liebe kommt als Untermieter
- 2003: SOKO 5113 – Mord vom Fass
- 2003–2005: Alpenglühen
- 2004: Tatort – Tod unter der Orgel
- 2005: Die Rosenheim-Cops – Umzug für eine Leiche
- 2006: Familie Sonnenfeld – Alle unter einem Dach
- 2007–2008: Dahoam is Dahoam (177 Episoden)

## Sonstiges
- 1976: Fritz Meingast: Aufstand des Gewissens (Sprecher) – Regie: Ferry Bauer (Hörspiel – ORF Oberösterreich)
- 1992–1996: Meister Abriel in "Die Hexe von Schongau"